# Sylvie Brunet
Sylvie Brunet (geboren am 12. März 1959 in Versailles) ist eine französische Politikerin (MoDem). Von 2019 bis 2024 war sie Mitglied des Europäischen Parlaments als Teil der Fraktion Renew Europe.

## Leben

### Ausbildung und berufliche Karriere
Sylvie Brunet wurde am 12. März 1959 als Kind eines sozialistischen Elternhauses geboren. Sie wuchs mit einem Großvater aus der Arbeiterklasse und einer kommunistischen Großmutter auf. Ihr Bruder Stéphane Richard wurde 2011 zum CEO des Telekommunikationsunternehmens Orange ernannt. In ihrer Jugend bezeichnete sie sich selbst als „Rocardianerin“ und ein Fan der von Michel Rocard gegründeten Convaincre-Clubs.
Nach einer Ausbildung in internationalem und europäischem Recht und einem Aufbaustudium (DESS) in Personalmanagement hatte Sylvie Brunet verschiedene Positionen im Bereich Personalwesen, Training und interne Kommunikation inne, zunächst bei Bull in Paris und dann bei Gemplus, wo sie von 1992 bis 2002 Direktorin für Personalwesen und Direktorin für Training und interne Kommunikation war. Sie setzte ihre Karriere in einem Beratungsunternehmen fort, bevor sie in den öffentlichen Sektor als Personalleiterin der Stadt Toulon wechselte.
2006 wurde Sylvie Brunet Direktorin für soziale Angelegenheiten der Onet-Gruppe, um die Sozialpolitik des Unternehmens zu koordinieren, sie war dort bis 2011 tätig. Nach einem Jahr Beratungstätigkeit bei ALIXIO wechselte sie an die Kedge Business School, um dort als Dozentin tätig zu sein.

### Politische Laufbahn
Abseits ihrer beruflichen Tätigkeiten engagierte sich Brunet bereits ab 1995 kommunalpolitisch. Von 1995 bis 2008 war sie Abgeordnete im Rat des Gemeindeverbandes von Marseille Provence Métropole, zuständig für die Bereiche Verkehr, wirtschaftliche Entwicklung und Beschäftigung. 2015 trat sie der zentristisch-liberalen Partei Mouvement Démocrate (MoDem) bei.
Bei den Parlamentswahlen 2017 kandidierte sie für die Listenverbindung von LREM, MoDem und Agir im neunten Wahlkreis des Départements Bouches-du-Rhône, verlor aber in der Stichwahl knapp gegen den LR-Abgeordneten Bernard Deflesselles (49,3 % zu 50,7 %).
Für die Europawahl 2019 nominierte ihre Partei MoDem sie für den 11. Listenplatz der gemeinsam mit LREM und anderen eingereichten Listenverbindung Renaissance. Renaissance gewann 22,4 Prozent und damit 23 der 79 französischen Parlamentsmandate, sodass Brunet direkt einzog. Mit ihren Parteikollegen trat sie der neugegründeten liberalen Fraktion Renew Europe bei. Für ihre Fraktion war sie Mitglied im Ausschuss für Beschäftigung und soziale Angelegenheiten. Außerdem war sie Delegierte in der Parlamentarischen Versammlung der Union für den Mittelmeerraum sowie Delegierte für die Beziehungen zu Palästina. Ihre Fraktion, Renew Europe, wählte sie zu einer der stellvertretenden Vorsitzenden der Fraktion.
Im November 2019 wurde sie Mitglied des Präsidiums der Europäischen Demokratischen Partei. Des Weiteren wurde Brunet im März 2020 als Teil des Listes „Cassis un cap sur l'avenir“ zur Gemeinderätin in Cassis (Département Bouches-du-Rhône) gewählt. Zur Europawahl 2024 trat sie nicht mehr an und schied folglich aus dem Europäischen Parlament aus.

### Auszeichnungen
Sylvie Brunet wurde 2009 zur Ritterin des Nationalen Verdienstordens und 2015 zur Ritterin des Ordens der Ehrenlegion ernannt.